# ادريانو لوزادا
ادريانو لوزادا (16 فبراير 1994 في البرازيل - ) هو لاعب كرة قدم برازيلي في مركز الوسط. شارك مع منتخب البرازيل تحت 17 سنة لكرة القدم ومنتخب البرازيل تحت 20 سنة لكرة القدم. أما مع النوادي، فقد لعب مع جمعية بورتوغيزا الرياضية ونادي باهيا ونادي بيزا ونادي ريجينا ونادي غواراني ونادي فلامنغو ونادي فيرتوس إينتيلا.

## روابط خارجية
- ادريانو لوزادا على موقع قاعدة بيانات كرة القدم.إي يو (الإنجليزية)
- ادريانو لوزادا على موقع Soccerway.com (الإنجليزية)